# Економско-трговинска и машинска школа у Кучеву
Економско-трговинска и машинска школа у Кучеву наставља традицију средњошколског образовања Женске занатске школе која је почела са радом 7. октобра 1929. године.
Првих уписаних 18 ученица су изучавале предмете: српски језик, рачун, теорије женског рада, вредноћа и владање. Број уписаних ученица је наредних година варирао, да би нагло опао током Другог светског рата. Женска занатска школа радила је до 1948. године.
Школске 1947/48. године отвара се школа ученика у привреди у којој се оспособљавају будући бравари, електричари, столари, касапи, фризери, трговци... Године 1961. са радом почиње Економска школа „Вук Караџић”. Школа ученика у привреди прерасла је у мешовиту школу ученика у привреди, а затим у школу за КВ раднике. Прво одељење гимназије почиње са радом 1964. године, као истурено одељење Пожаревачке гимназије, а већ 1966. године као самостална гимназија „Бранко Радичевић”. То је период када су у Кучеву постојале три средње школе. Гашењем Економске школе, остале су две, које се 1975. спајају у Образовни центар „21. септембар” који ће, као такав, постојати до 1990. године.
У Кучеву се 1990. године отвара Економско-трговинска школа, а следеће и машинска, да би се 1992. године спајиле у Економско-трговинску и машинску школу, која постоји и данас. 
Од школске 2007/08. године у овој школи образовање стичу и будући туристички техничари. 